# Something on My Mind
Something on My Mind is een nummer van de Duitse dj Purple Disco Machine, de Britse dj Duke Dumont en de Britse alternatieve rockband Nothing but Thieves uit 2023.
"Something on My Mind" gaat over de complexiteit van verlangen naar romantiek, de onzekerheid die daarmee gepaard kan gaan. De plaat wist enkel in het Nederlandse taalgebied door te breken; met in 7e positie in de Nederlandse Tipparade, en een 4e positie in de Vlaamse Ultratop 50.

## Tracklijst
Muziekdownload
1. "Something on My Mind" - 3:36